# Bolzanetese Virtus
L'Unione Sportiva Dilettantistica Bolzanetese Virtus è una società calcistica italiana fondata all'incirca nel 1945 nel comune di Genova.

## Storia
La squadra fu fondata nel secondo dopoguerra nel quartiere di Bolzaneto a Genova.
Nel 1945 la Bolzanetese venne ammessa in Serie C, abbandonandola due anni dopo per riforma dei campionati.

## Palmarès

### Competizioni regionali
- Promozione: 1

2001-2012 (girone A)
- Seconda Categoria: 1

2021-2022 (girone D)

### Competizioni provinciali
- Terza Categoria: 1

2015-2016 (girone A)